# Sophie Bouchet-Petersen
Pour les articles homonymes, voir Petersen.
 (avril 2007).
Améliorez-le ou discutez des points à vérifier. 
Sophie Bouchet-Petersen, née en 1949 à Marseille, est une femme politique française. Elle a été conseillère spéciale de Ségolène Royal pour sa campagne à l'élection présidentielle de 2007. En 2014, elle est chargée de mission pour les relations avec les chercheurs, le mouvement associatif et la démocratie participative et citoyenne auprès de Ségolène Royal, Ministre de l'écologie, du développement durable et de l'énergie.

## Biographie

### La Ligue communiste révolutionnaire
Sophie Bouchet-Petersen est née en 1949 dans une famille bourgeoise catholique et gaulliste. Son père était un chef d'entreprise d'origine danoise. Elle commence son engagement politique en 1966 avec Daniel Bensaïd, membre de la Jeunesse communiste révolutionnaire (JCR), ancêtre de la Ligue communiste révolutionnaire (LCR). Elle rejoint la LCR sous le pseudonyme de Sarah et entre en tant que claviste à Rouge (la publication de la LCR). 
En 1967, elle entre au comité central de l'organisation, et le quitte en 1978. Elle participe au Mouvement du 22 mars, qui débouche sur les événements de 1968.
C'est, au cours de ces 11 ans à la LCR, qu'elle se marie avec le maquettiste du journal, Dominique Bouchet. Son mari et elle quittent en même temps la LCR, avec certains de leurs amis, dont Denis Pingaud avec qui ils vivaient en communauté. Ce dernier était lui aussi journaliste à Rouge. Denis Pingaud (pseudonyme Séraphin) conseille Laurent Fabius et José Bové.

### L'Élysée
Sophie Bouchet-Petersen intègre l'équipe présidentielle de François Mitterrand comme conseillère technique entre 1981 et 1993. Elle s'occupe des PME en difficulté auprès d'Alain Boublil. Elle est ensuite la collaboratrice de Ségolène Royal toujours à l'Élysée[réf. nécessaire]. Elle devient conseillère culturelle du président en 1988.

### Conseil d'État
Juste avant 1993, elle est nommée au Conseil d'État. Elle en part moins de deux ans plus tard, et se lance dans l'association Droit de cité. Durant cinq ans elle sillonne les banlieues. Les résultats de l'association sont mitigés. Après la présidentielle, en octobre 2007, elle est nommée conseiller d’État en service ordinaire (hors tour) par Rachida Dati. Elle est maintenue, en cette qualité, en position de détachement.

### Ségolène Royal
Elle rejoint en 1999 le cabinet de Ségolène Royal, qui est à l'époque ministre de l'Enseignement scolaire, puis à partir de mars 2000 ministre déléguée à la famille et à l'enfance. Elle part ensuite au ministère de l'outre-mer. Elle conseille Ségolène Royal, d'abord au conseil régional Poitou-Charentes, puis dans son équipe de campagne, où elle participe au lancement de son site Internet Désirs d'avenir.
Le 4 avril 2014, elle est nommée chargée de mission pour les relations avec les chercheurs, le mouvement associatif et la démocratie participative et citoyenne auprès de Ségolène Royal en sa qualité de ministre de l'Écologie, du Développement durable et de l'Énergie.

### Vie privée
Elle est la mère de Jonathan Bouchet-Petersen, journaliste à Libération.

## Sources
- Lemonde.fr-Archive du 11 mai 2006
- Conseil des Ministres du 31/10/2007-Mesures d'ordre individuel